# Instytucja kultury
Instytucja kultury – zakład o charakterze publicznym zajmujący się upowszechnianiem kultury, może być zarówno państwowy jak i samorządowy. Przybiera różne formy organizacji, np. teatr, kino, instytucja filmowa, muzeum, biblioteka, opera, operetka, filharmonia, orkiestra, dom kultury, ognisko artystyczne, galeria sztuki, ośrodek badań i dokumentacji.

## Instytucje kultury w Polsce
Zasady organizacji instytucji kultury w Polsce reguluje ustawa z 25 października 1991 o organizowaniu i prowadzeniu działalności kulturalnej.

## Formy organizacyjne instytucji kultury
- instytucje państwowe – instytucje tworzone przez ministrów oraz kierowników urzędów centralnych
- instytucje samorządowe – instytucje tworzone przez jednostki samorządu terytorialnego

## Rodzaje instytucji kultury ze względu na charakter prowadzonej działalności
- artystyczne – instytucje prowadzące działalność artystyczną w dziedzinie teatru, muzyki, tańca, z udziałem twórców i wykonawców, organizowaną na bazie sezonów artystycznych, w Polsce trwających od 1 września do 31 sierpnia
  - teatry
  - filharmonie
  - opery
  - operetki
  - orkiestry symfoniczne i orkiestry kameralne
  - zespoły pieśni i tańca
  - zespoły chóralne
- inne (nieartystyczne) – instytucje, których działalność nie ma charakteru sezonowego, ale trwa przez cały rok
  - kina i instytucje filmowe
  - muzea
  - biblioteki
  - domy kultury
  - ogniska artystyczne
  - galerie sztuki
  - ośrodki badań i dokumentacji

## Państwowe instytucje kultury

### Instytucje kultury podległeMinisterstwu Kultury i Dziedzictwa Narodowego[2]
- Biblioteka Narodowa w Warszawie
- Biuro „Niepodległa”
- Centrum Archiwistyki Społecznej
- Centrum Kultury „Park Dzieje” w Murowanej Goślinie
- Centrum Rozwoju Przemysłów Kreatywnych
- Centrum Rzeźby Polskiej w Orońsku
- Centrum Solidarności „Stocznia” w Szczecinie
- Centrum Sztuki Współczesnej Zamek Ujazdowski w Warszawie
- Dom Pracy Twórczej w Radziejowicach
- Europejskie Centrum Filmowe Camerimage w Toruniu
- Europejskie Centrum Muzyki Krzysztofa Pendereckiego w Lutosławicach
- Filharmonia Narodowa w Warszawie
- Filmoteka Narodowa – Instytut Audiowizualny
- Instytut Adama Mickiewicza
- Instytut Biblioteka Polska w Paryżu
- Instytut Dziedzictwa Myśli Narodowej im. Romana Dmowskiego i Ignacego Jana Paderewskiego
- Instytut Dziedzictwa Solidarności
- Instytut Europejskiej Sieci Pamięć i Solidarność
- Instytut Książki
- Instytut Literatury
- Instytut Północny im. Wojciecha Kętrzyńskiego w Olsztynie
- Instytut Śląski w Opolu
- Instytut Teatralny im. Zbigniewa Raszewskiego
- Międzynarodowe Centrum Kultury w Krakowie
- Muzeum Dom Rodziny Pileckich
- Muzeum Dzieci Polskich - ofiar totalitaryzmu. Niemiecki nazistowski obóz dla polskich dzieci w Łodzi (1942-1945)
- Muzeum Getta Warszawskiego
- Muzeum Historii Polski w Warszawie
- Muzeum Historii Żydów Polskich Polin
- Muzeum II Wojny Światowej w Gdańsku
- Muzeum Jana Pawła II i Prymasa Wyszyńskiego
- Muzeum Józefa Piłsudskiego w Sulejówku
- Muzeum Książki Artystycznej w Łodzi
- Muzeum Łazienki Królewskie w Warszawie
- Muzeum Narodowe w Gdańsku
- Muzeum Narodowe w Kielcach
- Muzeum Narodowe w Krakowie
- Muzeum Narodowe w Lublinie
- Muzeum Narodowe w Poznaniu
- Muzeum Narodowe w Warszawie
- Muzeum Narodowe we Wrocławiu
- Muzeum Pałacu Króla Jana III w Wilanowie
- Muzeum Pamięć i Tożsamość im. św. Jana Pawła II w Toruniu
- Muzeum Piastów Śląskich w Brzegu
- Muzeum Polaków Ratujących Żydów podczas II wojny światowej im. Rodziny Ulmów w Markowej
- Muzeum Stutthof w Sztutowie. Niemiecki nazistowski obóz koncentracyjny i zagłady (1939-1945)
- Muzeum Sztuki i Techniki Japońskiej „Manggha”
- Muzeum Sztuki w Łodzi
- Muzeum Zamek w Łańcucie
- Muzeum Zamkowe w Malborku
- Muzeum Ziemi Międzyrzeckiej im. Alfa Kowalskiego
- Muzeum Żołnierzy Wyklętych w Ostrołęce
- Muzeum Żup Krakowskich Wieliczka
- Narodowa Orkiestra Symfoniczna Polskiego Radia w Katowicach
- Narodowe Centrum Kultury
- Narodowe Muzeum Morskie w Gdańsku
- Narodowe Muzeum Techniki w Warszawie
- Narodowy Instytut Fryderyka Chopina
- Narodowy Instytut Dziedzictwa
- Narodowy Instytut Konserwacji Zabytków
- Narodowy Instytut Muzeów
- Narodowy Instytut Muzyki i Tańca
- Narodowy Instytut Polskiego Dziedzictwa Kulturowego za Granicą „Polonika”
- Narodowy Instytut Urbanistyki i Architektury[3]
- Narodowy Stary Teatr im. Heleny Modrzejewskiej w Krakowie
- Państwowe Muzeum Auschwitz-Birkenau w Oświęcimiu
- Państwowe Muzeum na Majdanku
- Państwowy Instytut Wydawniczy
- Polska Opera Królewska
- Polska Orkiestra Sinfonia Iuventus im. Jerzego Semkowa
- Polskie Wydawnictwo Muzyczne
- Studio Filmów Rysunkowych
- Teatr Klasyki Polskiej
- Teatr Narodowy w Warszawie
- Teatr Wielki - Opera Narodowa
- Wytwórnia Filmów Dokumentalnych i Fabularnych
- Wytwórnia Filmów Fabularnych we Wrocławiu
- Zachęta Narodowa Galeria Sztuki
- Zamek Królewski na Wawelu - Państwowe Zbiory Sztuki w Krakowie
- Zamek Królewski w Warszawie – Muzeum. Rezydencja Królów i Rzeczypospolitej
- Żydowski Instytut Historyczny im. Emanuela Ringelbluma

### Instytucje kultury podległeMinisterstwu Nauki i Szkolnictwa Wyższego
- Centrum GovTech[4]
- Instytut Badań nad Renesansem i Barokiem im. Jana i Piotra Kochanowskich[5]